# جيميناي 10
جمناي 10 (بالإنجليزية: Gemini 10 ورسميا Gemini X)‏ كانت رحلة فضاء مأهولة قامت بها ناسا ضمن برنامج جمناي. وكانت ثامن الرحلات المأهولة ضمن برنامج جمناي.